# 안길베르투스 켄툴렌시스

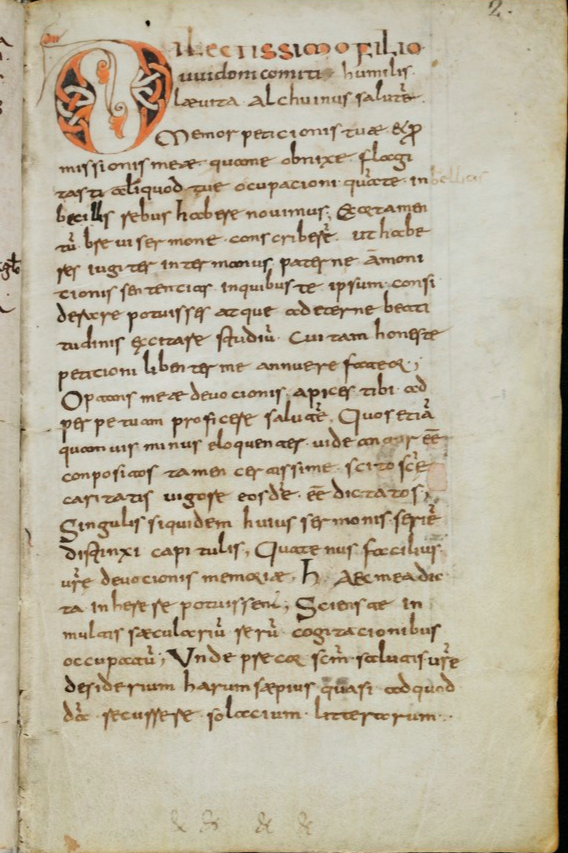

안길베르트(Angilbert, 742년 - ?)는 프랑크 왕국의 작가이자 정치인, 시인이다. 카롤루스 대제의 궁정의 음유시인이기도 했다.
카롤루스 대제와 힐데가르트의 딸 베르타 카롤링거 사이에서 아들 니타르트를 두었다. 그는 814년 카롤루스 대제의 임종을 지키기도 했다.

## 가족
- 아들 니타르트

## 같이 보기
- 샤를마뉴
- 경건왕 루트비히